# NHL 1921/22
Die NHL-Saison 1921/22 war die fünfte Spielzeit der National Hockey League. Der Modus wurde in dieser Saison geändert. Man spielte 24 Spiele und die beiden Bestplatzierten spielten in zwei Spielen den NHL-Sieger aus. Hierbei besiegten die Toronto St. Patricks den Tabellenführer der regulären Saison, die Ottawa Senators, und trafen im Stanley-Cup-Finale auf den Sieger der PCHA, die Vancouver Millionaires, die sich gegen den Sieger der WCHL durchgesetzt hatten. Die Toronto St. Patricks gewannen die Serie mit 3:2. Dominierender Spieler war Ottawas Punch Broadbent, der in 21 der 24 Spiele punktete und einen bis heute gültigen Rekord aufstellte, indem er in 16 aufeinanderfolgenden Spielen mindestens ein Tor erzielte. Punch traf in diesen Spielen 27-mal. Am 11. Februar trennten sich Toronto und Ottawa 4:4 nach Overtime. Es war das erste Unentschieden in der nun fünfjährigen Geschichte der NHL. Zehn Tage zuvor schockierten die Brüder Odie und Sprague Cleghorn aus Montreal die Senators. Mit ihrer rauen Gangart beförderten sie drei Spieler aus Ottawa verletzt vom Eis. Beide flogen vom Eis und wurden nach dem Spiel von der NHL zu je 30 Dollar Strafe verdonnert. Torontos Torwart Jake Forbes übte sich währenddessen in einer Spielart, die uns heute sehr bekannt ist. Im Kampf um einen 2500-Dollar-Vertrag setzte er die gesamte Saison aus und wurde dann nach Hamilton abgegeben.

## Reguläre Saison

### Abschlusstabellen
Abkürzungen: GP = Spiele, W = Siege, L = Niederlagen, T = Unentschieden, GF = Erzielte Tore, GA = Gegentore, Pts = Punkte
|                       | GP | W  | L  | T | GF  | GA  | Pts |
| --------------------- | -- | -- | -- | - | --- | --- | --- |
| Ottawa Senators       | 24 | 14 | 8  | 2 | 106 | 84  | 30  |
| Toronto St. Patricks  | 24 | 13 | 10 | 1 | 98  | 97  | 27  |
| Canadiens de Montréal | 24 | 12 | 11 | 1 | 88  | 94  | 25  |
| Hamilton Tigers       | 24 | 7  | 17 | 0 | 88  | 105 | 14  |

### Beste Scorer
Abkürzungen: GP = Spiele, G = Tore, A = Assists, Pts = Punkte
| Spieler          | Team     | GP | G  | A  | Pts |
| ---------------- | -------- | -- | -- | -- | --- |
| Punch Broadbent  | Ottawa   | 24 | 33 | 10 | 43  |
| Cy Denneny       | Ottawa   | 24 | 35 | 5  | 40  |
| Babe Dye         | Toronto  | 24 | 34 | 5  | 39  |
| Harry Cameron    | Toronto  | 20 | 28 | 9  | 37  |
| Joe Malone       | Hamilton | 24 | 19 | 10 | 29  |
| Corb Denneny     | Toronto  | 24 | 19 | 8  | 27  |
| Reg Noble        | Toronto  | 24 | 18 | 9  | 27  |
| Sprague Cleghorn | Montréal | 24 | 18 | 9  | 27  |
| Georges Boucher  | Ottawa   | 20 | 19 | 7  | 26  |
| Odie Cleghorn    | Montréal | 24 | 11 | 15 | 26  |

## Stanley-Cup-Playoffs
Alle Spiele fanden im Jahr 1922 statt.

### Stanley-Cup-Finale
| Toronto St. Patricks vs. Vancouver Millionaires        | Toronto St. Patricks vs. Vancouver Millionaires | Toronto St. Patricks vs. Vancouver Millionaires | Toronto St. Patricks vs. Vancouver Millionaires | Toronto St. Patricks vs. Vancouver Millionaires | Toronto St. Patricks vs. Vancouver Millionaires |
| Datum                                                  | Auswärtsteam                                    | Auswärtsteam                                    | Heimteam                                        | Heimteam                                        |                                                 |
| ------------------------------------------------------ | ----------------------------------------------- | ----------------------------------------------- | ----------------------------------------------- | ----------------------------------------------- | ----------------------------------------------- |
| 17. März                                               | Vancouver                                       | 4                                               | 3                                               | Toronto                                         |                                                 |
| 20. März                                               | Vancouver                                       | 1                                               | 2                                               | Toronto                                         |                                                 |
| 23. März                                               | Vancouver                                       | 3                                               | 0                                               | Toronto                                         |                                                 |
| 25. März                                               | Vancouver                                       | 0                                               | 6                                               | Toronto                                         |                                                 |
| 28. März                                               | Vancouver                                       | 1                                               | 5                                               | Toronto                                         |                                                 |
| Toronto gewinnt die Serie mit 3:2 und den Stanley Cup. |                                                 |                                                 |                                                 |                                                 |                                                 |

### Stanley-Cup-Sieger
| Stanley-Cup-Sieger Toronto St. Patricks | Torhüter: Ivan Mitchell, John Ross Roach Verteidiger: Harry Cameron, Eddie Gerard, Ted Stackhouse, Billy Stuart Angreifer: Lloyd Andrews, Corb Denneny, Babe Dye, Stan Jackson, Reg Noble (C), Rod Smylie Unbestimmt/Rover: Ken Randall Cheftrainer: George O’Donoghue General Manager: Charlie Querrie |

Glenn Smith und Paddy Nolan blieben beide ohne Playoff-Einsatz und werden heute nicht mehr offiziell zum Siegerteam gezählt.